# インドの公用語の一覧
インドの公用語の一覧（インドのこうようごのいちらん）では、インドで話されている多数の言語を、全体として眺めたときの主要言語一覧を紹介する。

## 概要
インドには少なくとも30の異なる言語があり、2000前後の方言が知られている。
インド憲法ではヒンディー語と英語を連邦政府の公的共通語と規定している。また、憲法第8附則において22の指定言語を定めているが、その公的な位置づけについては曖昧な部分が多い。さらに、各州政府においては別の言語を共通語に定めていることもある。
憲法の制定当初の規定では1965年には英語を公的共通語として用いるのを止めヒンディー語のみを公的共通語とすることを予定していた。しかし、ヒンディー語が広く使われている北部(広義のサンスクリット語文化圏)と異なる、独自の言語の歴史とアイデンティティを持つタミル・ナードゥ州などの地域から強く反対されたため、1963年の公用語法によって、英語を公用語として用い続けることになった。
現在でも公用語のうち、もっとも広く使われているのは英語であり、連邦政府と州政府のあいだの行政手続きや連邦政府公務員の採用試験などの場面で、共通して用いられている。また、英語は急激な工業化や経済の国際化により、ビジネスシーンでもよく用いられる。

## 公用語（中央行政府・連邦政府）
1. ヒンディー語（連邦公用語）
2. 英語（インド英語、準公用語）

## 州公用語

最も一般的に話されている公用語によるインドの地方行政区画の色分け。

1. アッサム語（Assamese アッサム州）
2. ウルドゥー語（ジャンムー・カシミール州）
3. 英語（アルナーチャル・プラデーシュ州、アッサム州、ナガランド州、西ベンガル州、メーガーラヤ州、ミゾラム州）
4. オリヤー語（Odia オリッサ州）
5. カンナダ語（Kannada カルナータカ州）
6. グジャラート語（Gujarati グジャラート州）
7. コク・ボロック語（トリプラ州）
8. コンカニ語（Konkani ゴア州）
9. タミル語（Tamil タミル・ナードゥ州）
10. テルグ語（Telugu アーンドラ・プラデーシュ州、テランガーナ州）
11. ネパール語（Nepali シッキム州）
12. パンジャーブ語（Punjabi パンジャーブ州）
13. ヒンディー語（Hindi ハリヤーナー州、ジャールカンド州、マディヤ・プラデーシュ州、チャッティースガル州、ウッタル・プラデーシュ州、ウッタラーカンド州、ヒマーチャル・プラデーシュ州、ラージャスターン州、ビハール州）
14. ベンガル語（Bengali 西ベンガル州、トリプラ州）
15. マラーティー語（Marathi マハーラーシュトラ州）
16. マラヤーラム語（Malayalam ケーララ州）
17. ミゾ語（Mizo ミゾラム州）
18. メイテイ語（Manipuri マニプル州）

## 憲法第8附則指定言語

### 備考
※（括弧）内は、その言語が（第一）公用語として制定されている州および連邦直轄地域を示す（副次的な公用語、州内の一部地域限定の公用語、便宜的利用や文化的保護等の目的で「公的に認知された」言語などは除外してある）。
※これらの言語の多くは各地で州公用語など何らかの公的な位置づけを得てはいるが、決して「国語」ではないことに注意されたい。
第8附則指定言語は当初14言語だったが、1967年にシンド語、1992年にネパール語・コンカニ語・マニプリー語、2003年にマイティリー語、ドーグリー語、サンタル語、ボド語が追加された。

### 一覧
1. アッサム語（アッサム州）
2. ベンガル語（トリプラ州、西ベンガル州）
3. ボド語
4. ドーグリー語
5. グジャラート語（ダードラー及びナガル・ハヴェーリー連邦直轄地域、ダマン・ディーウ連邦直轄地域、グジャラート州）
6. ヒンディー語（アンダマン・ニコバル諸島連邦直轄地域、ビハール州、チャンディーガル連邦直轄地域、チャッティースガル州、デリー首都圏、ハリヤーナー州、ヒマーチャル・プラデーシュ州、ジャールカンド州、マディヤ・プラデーシュ州、ラージャスターン州、ウッタル・プラデーシュ州、ウッタラーカンド州）
7. カンナダ語（カルナータカ州）
8. カシミール語
9. コーンカニー語（ゴア州）
10. マイティリー語
11. マラヤーラム語（ケーララ州、ラクシャドウィープ連邦直轄地域）
12. マニプル語（メイテイ語） （マニプル州）
13. マラーティー語（ダードラー及びナガル・ハヴェーリー連邦直轄地域、マハラシュトラ州）
14. ネパール語
15. オリヤー語（オリッサ州）
16. パンジャーブ語（パンジャーブ州、デリー首都圏）
17. サンスクリット語
18. サンタル語
19. シンド語
20. タミル語（タミル・ナードゥ州、ポンディシェリ連邦直轄地域）
21. テルグ語（アーンドラ・プラデーシュ州）
22. ウルドゥー語（アーンドラ・プラデーシュ州、ビハール州、デリー首都圏、ジャンムー・カシミール州、ジャールカンド州、ウッタル・プラデーシュ州）